# Beeskow
Beeskow (uttal (fil)), lågsorbiska: Bezkow, är en stad i östra Tyskland.  Staden är residensstad (Kreisstadt) och huvudort i länet Landkreis Oder-Spree i förbundslandet Brandenburg.
Beeskow är huvudsakligen känt för sin medeltida borg och sin restaurerade gamla stadskärna, med den medeltida Mariakyrkan och delar av stadsmuren bevarade.

## Geografi

Genomsnittlig månadsnederbörd i Beeskow.

Beeskow ligger vid floden Spree, omkring 80 km sydost om Berlin och 30 km sydväst om Frankfurt an der Oder.  Staden omges av stora skogs- och ängsområden.

### Administrativ indelning
Orten är administrativ huvudort för länet Landkreis Oder-Spree.  Stadskommunen Beeskow underindelas i:
- Beeskows stad

samt följande stadsdelar (Ortsteile) alla tidigare kommuner:
- Bornow
- Kohlsdorf
- Krügersdorf
- Neuendorf
- Oegeln
- Radinkendorf
- Schneeberg

### Klimat
Orten har relativt torrt klimat och låg nederbörd, i genomsnitt 519 mm/år; endast 5 procent av Tysklands kommuner har en lägre årsnederbörd.

## Historia

### Medeltida borg och hantverksstad

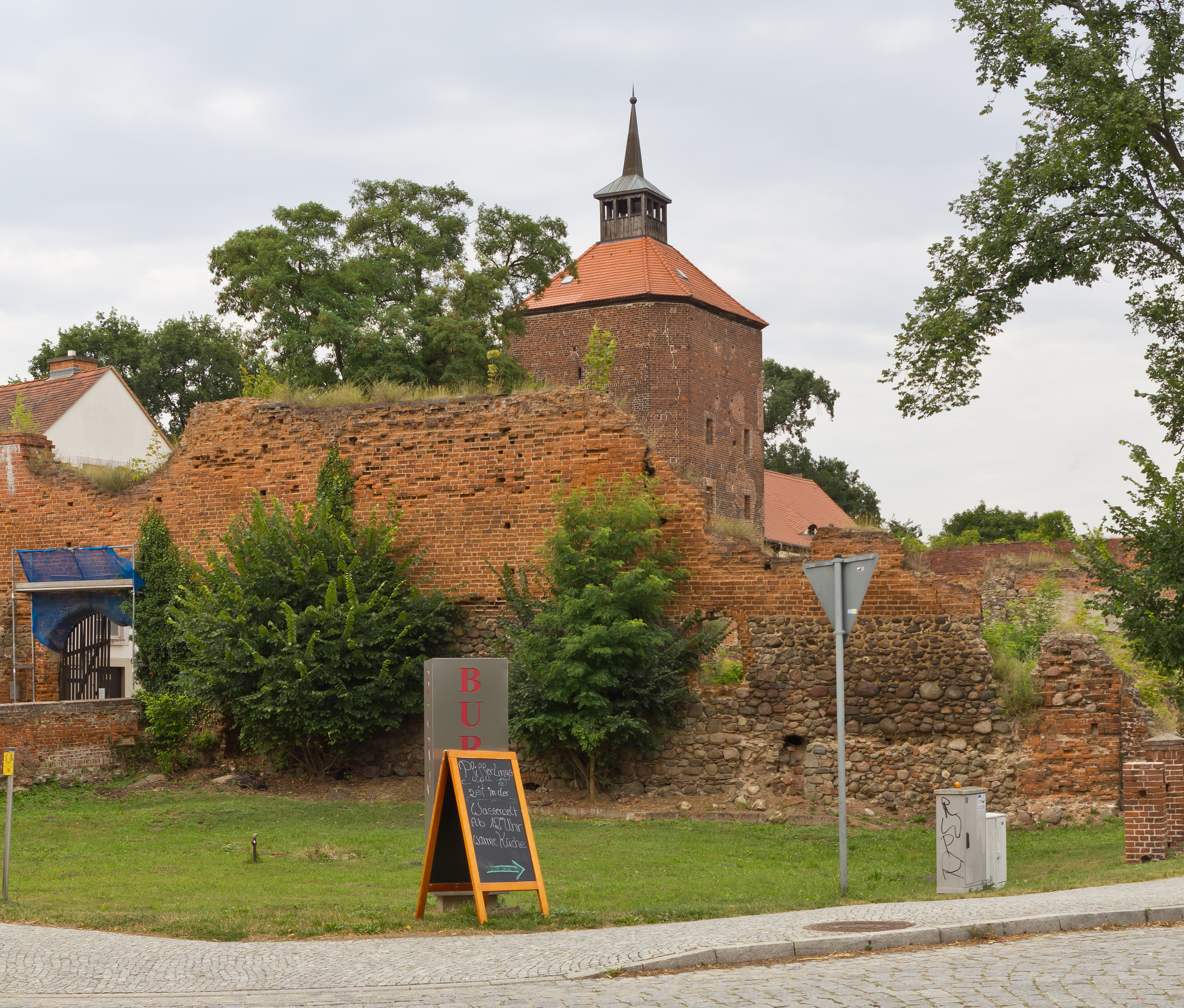
Borgen i Beeskow

Beeskow grundades på platsen för ett vadställe över floden Spree, på landsvägen mellan de viktiga handelsstäderna Leipzig och Frankfurt an der Oder. Länsherrarna i området, riddarna von Strele, lät grunda staden under 1200-talet, i skydd av en borg.  Både borgen och stadsmurarna är idag till stora delar bevarade.

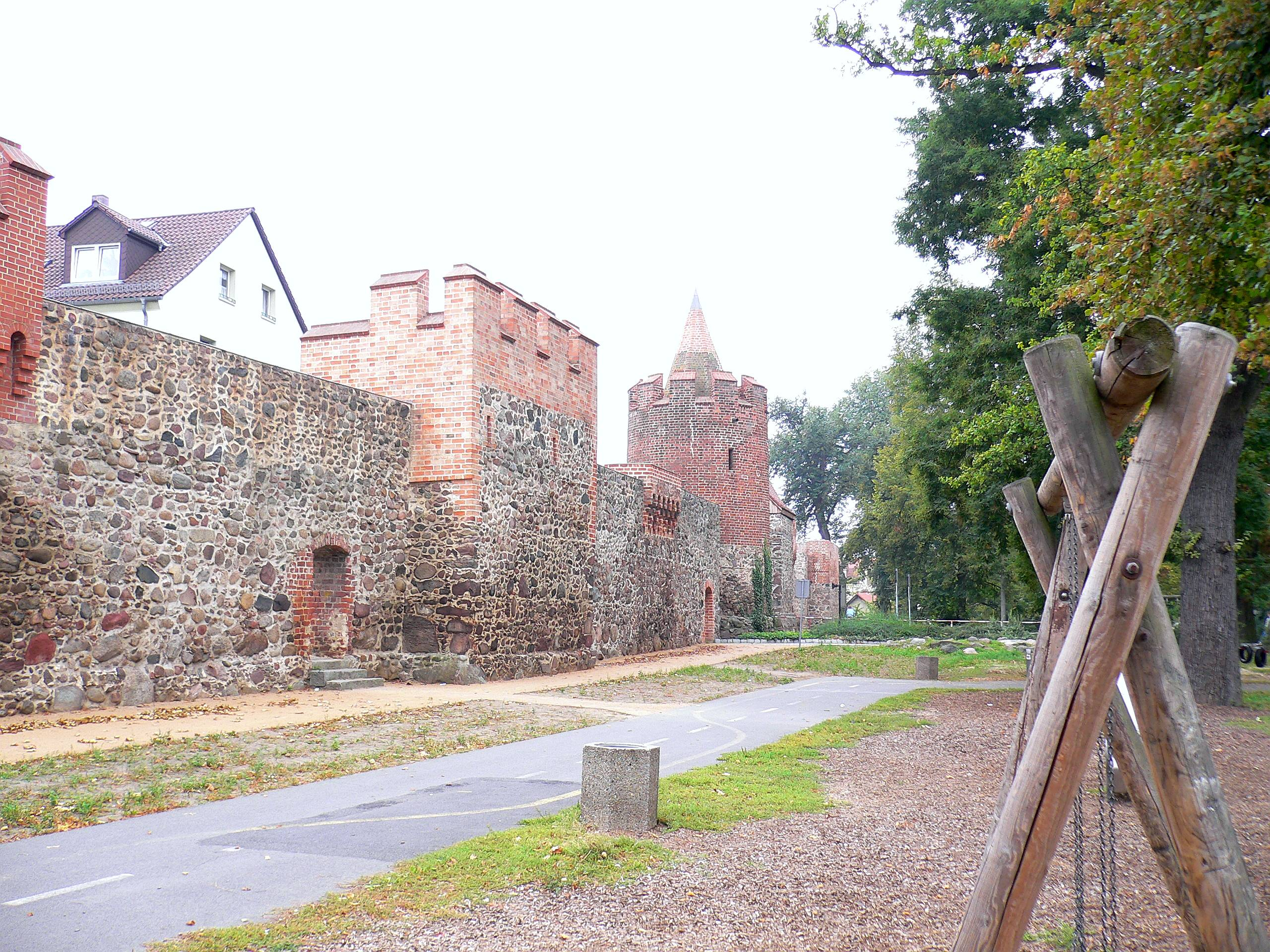
Stadsmuren

Under 1300-talet och 1400-talet ökade stadens betydelse i och med anläggandet av en tullstation och som centralort för det lokala länet.  Beeskow hörde under denna tid till Niederlausitz och lydde under biskoparna av Meissen.  Under senmedeltiden bytte staden flera gånger länsherrar och lydde bland annat under Svantibor III av Pommern, adelssläkten von Bieberstein och från 1518 biskopsdömet Lebus.  År 1556 gavs staden tillsammans med Storkow av kung Ferdinand I av Böhmen i förläning till ätten Hohenzollern, vilket ledde till att den under de kommande årtiondena kom att införlivas i Markgrevskapet Brandenburg och från 1701 i Kungariket Preussen.
Staden brann två gånger under 1500- och 1600-talet. Efter den andra stadsbranden kom Beeskow att efter återuppbyggandet bli garnisonsstad.

### Industrialiseringen
Under början av 1800-talet var stadens blomstrande näringsliv huvudsakligen inriktat på textilier och ölbryggning. År 1888 fick staden sin första järnvägsanslutning, till Grunow och Frankfurt an der Oder, och därefter också mot Königs Wusterhausen och Berlin. Linjerna mot Bad Saarow och Lübben som också byggdes i början av 1900-talet är idag nedlagda.

### Under Nazityskland och andra världskriget

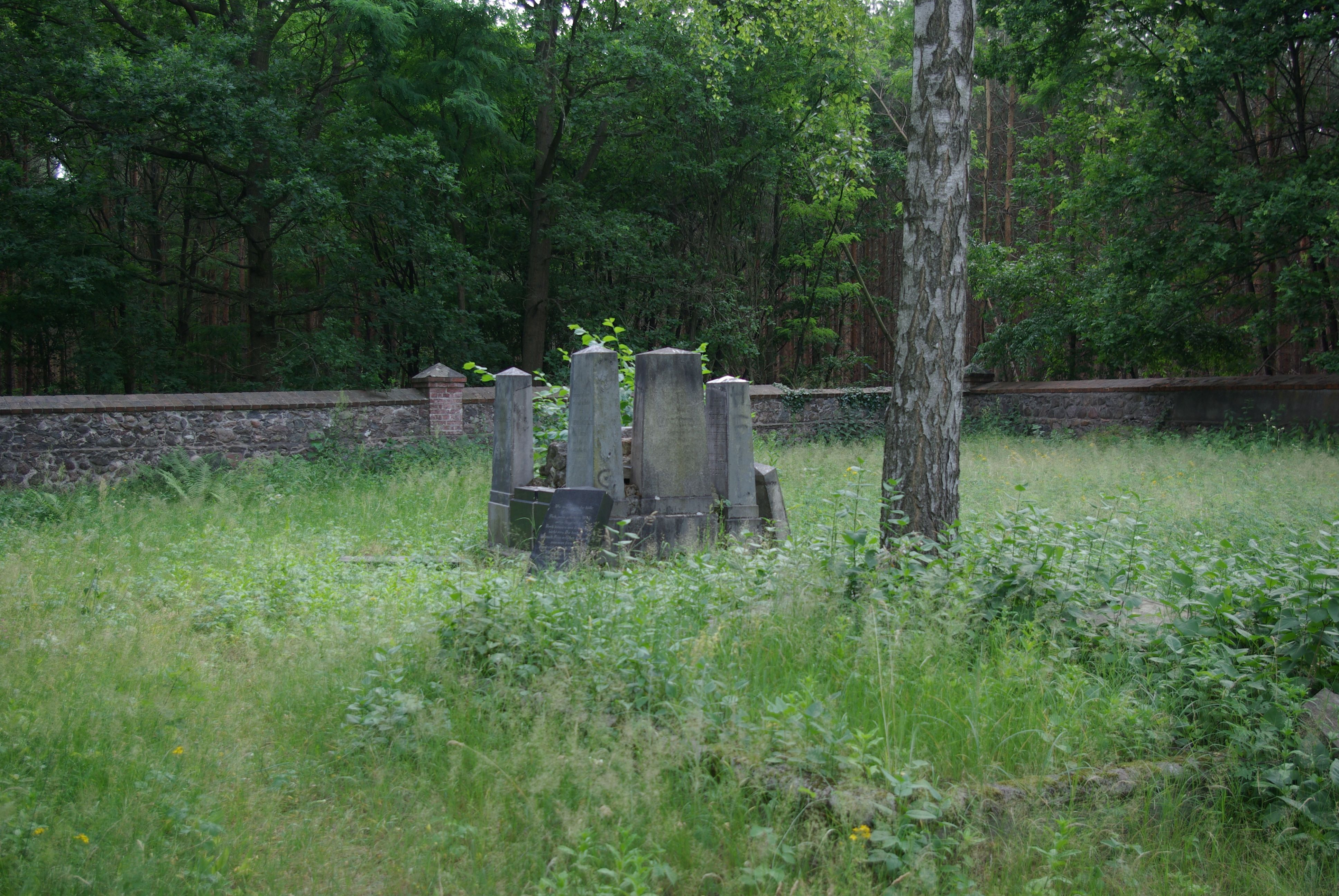
Judiska kyrkogården i Beeskow

Beeskow hade fram till 1930-talet en judisk församling och en synagoga.  Den judiska kyrkogården vandaliserades under Nazityskland och är idag utmärkt av ett monument tillverkat av de gravstenar som återfunnits.
Delar av Beeskows gamla stad skadades svårt i ett sovjetiskt bombanfall den 23 april 1945, och under de följande dagarna förstördes bland annat Mariakyrkan av sovjetisk artillerield.

### Efterkrigstiden 1945-
Under DDR-epoken befann sig under åren 1960-1990 Östtysklands institut för civilförsvar i staden.  De områden i staden som förstörts under kriget återuppbyggdes delvis under 1950- och 1960-talen.
Efter Tysklands återförening 1990 har många av de bevarade äldre byggnaderna i staden, inklusive Mariakyrkan, restaurerats.  Ortens befolkning har sedan 1990 sjunkit från knappt 10 000 invånare till drygt 8 000 invånare år 2011.
Stadskommunen Beeskow har under åren sedan 1945 successivt slagits samman med kommunerna Neuendorf (1950) och Radinkendorf (1974) samt kommunerna Bornow, Kohlsdorf, Krügersdorf, Oegeln och Schneeberg (1993).

## Befolkning
- Befolkningsutvecklingen i de nuvarande gränserna (Blå linje: Befolkning—Prickade linjen: Jämförelse med utvecklingen av Brandenburg—Grå bakgrund: Period av Nazi styre—Röd bakgrund: Period av kommunistiskt styre)
- Aktuella befolkningsutveckling (blå linjen) och prognoser (prickade linjen).

| År   | Invånare |
| ---- | -------- |
| 1875 | 6 668    |
| 1890 | 6 585    |
| 1910 | 6 408    |
| 1925 | 6 744    |
| 1933 | 7 403    |
| 1939 | 7 128    |
| 1946 | 9 509    |
| 1950 | 9 191    |
| 1964 | 8 667    |
| 1971 | 8 774    |

| År   | Invånare |
| ---- | -------- |
| 1981 | 9 617    |
| 1985 | 9 749    |
| 1989 | 9 854    |
| 1990 | 9 712    |
| 1991 | 9 595    |
| 1992 | 9 585    |
| 1993 | 9 415    |
| 1994 | 9 329    |
| 1995 | 9 403    |
| 1996 | 9 549    |

| År   | Invånare |
| ---- | -------- |
| 1997 | 9 398    |
| 1998 | 9 294    |
| 1999 | 9 100    |
| 2000 | 8 946    |
| 2001 | 8 865    |
| 2002 | 8 756    |
| 2003 | 8 612    |
| 2004 | 8 594    |
| 2005 | 8 432    |
| 2006 | 8 365    |

| År   | Invånare |
| ---- | -------- |
| 2007 | 8 314    |
| 2008 | 8 235    |
| 2009 | 8 206    |
| 2010 | 8 120    |
| 2011 | 8 030    |
| 2012 | 7 996    |
| 2013 | 7 981    |
| 2014 | 7 964    |
| 2015 | 8 122    |
| 2016 | 8 099    |

| År   | Invånare |
| ---- | -------- |
| 2017 | 8 080    |
| 2018 | 8 042    |
| 2019 | 8 040    |
| 2020 | 8 070    |

Detaljerade källor anges i Wikimedia Commons..

## Kommunikationer
Beeskow har en järnvägsstation på järnvägen Königs Wusterhausen-Grunow och trafikeras med regionaltågslinjen RB 36 från Berlin-Lichtenberg via Königs Wusterhausen, i riktning vidare mot Frankfurt an der Oder.  Linjen bedrivs av Ostdeutsche Eisenbahn GmbH (ODEG) och stannar förutom i staden även vid hållplatserna Oegeln och Schneeberg utanför Beeskow.
Staden genomkorsas av de federala landsvägarna Bundesstrasse 87, 168 och 246.

## Kultur och sevärdheter

### Sevärdheter
- Den medeltida Burg Beeskow, första gången omnämnd 1272, utgör idag ett viktigt utbildnings-, kultur- och musikcentrum i Landkreis Oder-Spree.  Borgen inrymmer bland annat Beeskow-Storkowregionens regionala museum och olika tillfälliga utställningar.  I borgen finns ett konstarkiv med tyngdpunkt på konstnärer från DDR-epoken.

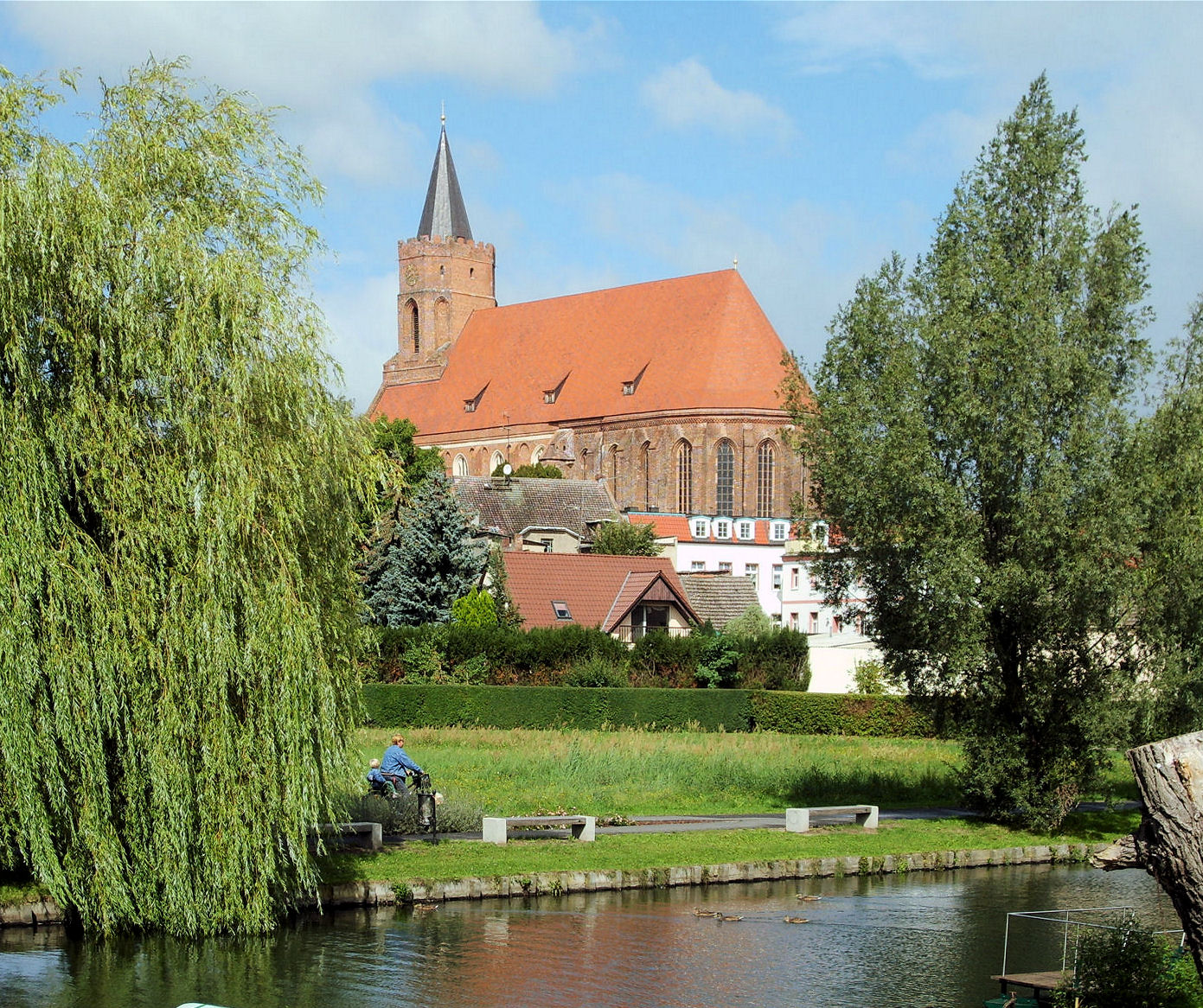
Mariakyrkan

- MariakyrkanStadskyrkan i Beeskow, Mariakyrkan, är en av de största kyrkorna uppförd i tegelgotik i Mark Brandenburg.  Den började uppföras på 1370-talet och tornet avslutades 1511.  Kyrkan förstördes svårt under artilleribeskjutning 1945, då tornet störtade in och delar av Preussiska statsbibliotekets samlingar, som lagrats i kyrkan under kriget, brann upp.  Efter att ruinerna av koret störtat in 1949 genomfördes provisoriska renoveringsarbeten under DDR-tiden för att säkra resterna.  Först efter 1991 kunde återuppbyggnaden av kyrkan slutföras.
- Stadens äldsta borgarhus, uppfört 1482.
- Den till stora delar välbevarade stadsmuren, med Dicker Turm (tjocka tornet) vid Luckauer Tor som ett av stadens främsta landmärken.
- Munkhärbärget vid stadsmuren, skildrat av Theodor Fontane.
- Fiskarkvarteren
- Judiska kyrkogården vid Kohlsdorfer Chaussee.
- På kyrkogården vid Storkower Strasse finns gravar för litauiska och polska tvångsarbetare.
- På Breitscheidstrasse finns ett minnesmärke över fascismens offer, uppfört 1969.

## Kända ortsbor
- Max Seiffert (1868-1948), musikvetare och utgivare av äldre musikverk.
- Ronny Ostwald (född 1974), sprintlöpare och EM-medaljör, polismästare.

## Vänorter
- Kamen, Nordrhein-Westfalen, Tyskland.
- Sulęcin, Lubusz vojvodskap, Polen.